# Reino Unido en el Festival de la Canción de Eurovisión 2021
Reino Unido participó en el LXV Festival de la Canción de Eurovisión, celebrado en Róterdam, Países Bajos del 18 al 22 de mayo del 2021, tras la victoria de Duncan Laurence con la canción «Arcade». La BBC decidió mantener al representante del Reino Unido de la cancelada edición de 2020, el cantante James Newman para participar en la edición de 2021, siendo presentada en el mes de marzo la canción «Embers» con la cual competiría.
Partiendo dentro de los últimos lugares en las casas de apuestas, Reino Unido, al pertenecer al Big Five, se clasificó automáticamente a la final, clasificándose en 26.ª y última posición sin puntos. Este se convirtió en el peor resultado histórico del país junto al del 2003, y la primera ocasión en el concurso que una canción obtiene 0 puntos con el nuevo sistema de votación impuesto en 2016.

## Historia del Reino Unido en el Festival
Reino Unido es uno de los países «clásicos» del festival, debutando en la segunda edición del concurso, en 1957. Desde entonces el país ha concursado en 62 ocasiones, siendo uno de los países que más ha participado dentro del festival. Reino Unido tiene uno de los mejores palmarés en el concurso, ubicándose dentro de los mejores 10 en 41 participaciones y logrando vencer en cinco ocasiones el festival: la primera, en 1967, con la cantante Sandie Shaw y la canción «Puppet on a string». La segunda vez sucedió en 1969, gracias a la canción «Boom bang-a-bang» de Lulu. La tercera ocasión fue en 1976, cuando Brotherhood of Man ganó con la canción «Save your Kisses for Me». Posteriormente ganó en 1981 con el grupo Bucks Fizz interpretando «Making your Mind Up». La última victoria británica fue en el concurso de 1997 con «Love Shine a Light» de Katrina & the Waves. Así mismo, Reino Unido tiene el récord de más segundos lugares en el festival, con 15.
El representante para la edición cancelada de 2020 era el cantante James Newman con la canción «My Last Breath». En 2019, el ganador de la final nacional, Michael Rice terminó en 26.ª y última posición con 11 puntos en la gran final, con el tema «Bigger Than Us».

## Representante para Eurovisión

### Elección Interna
Se confirmó la participación de Reino Unido en el Festival de la Canción de Eurovisión 2021 cuando se publicó la lista oficial de participantes el 26 de octubre de 2020. Reino Unido fue uno de los países más herméticos respecto a su proceso de selección, y según confesó desde antes, el cantante James Newman estaba muy interesado en representar al país en 2021. La BBC anunció el 19 de febrero de 2021, que al igual que la haría la mayoría de los países participantes, volvió a seleccionar como representante al participante elegido para la edición de 2020, el cantante James Newman. La canción de corte pop «Embers» compuesta por el propio Newman, Conor Blake, Danny Shah, Tom Hollings, Samuel Brennan fue presentada en radio el 11 de marzo de 2021.

## En Eurovisión
Reino Unido, al ser uno de los países pertenecientes al Big Five, se clasificó automáticamente a la final del 22 de mayo, junto a la anfitriona Países Bajos, y el resto del Big Five: Alemania, España, Francia e Italia. La producción del festival decidió respetar el sorteo ya realizado para la edición cancelada de 2020 por lo que se determinó que el país, tendría que transmitir y votar en la segunda semifinal.
Los comentarios para Reino Unido corrieron por parte de Scott Mills, Sara Cox y Chelcee Grimes en las semifinales y Graham Norton en la final para televisión mientras que para radio los comentarios fueron de Ken Bruce. La portavoz de la votación del jurado profesional británico fue la actriz Amanda Holden.

### Final
James Newman tomó parte de los primeros ensayos los días 13 y 15 de mayo, así como de los ensayos generales con vestuario de la segunda semifinal los días 19 y 20 de mayo y de la final los días 21 y 22 de mayo. El ensayo general de la tarde del 21 fue tomado en cuenta por los jurados profesionales para emitir sus votos, que representan el 50% de los puntos. Después de los ensayos del 15 de mayo, un sorteo determinó en que mitad de la final participarían los países del Big Five. Reino Unido fue sorteado en la primera mitad (posiciones 1-13). Una vez conocidos todos los finalistas, los productores del show decidieron el orden de actuación de todos los finalistas, respetando lo determinado por el sorteo. Se decidió que el Reino Unido actuara en el lugar 9, por delante de Serbia y por detrás de Grecia.
La actuación británica fue simple y plana, con James Newman usando una chaqueta larga de color negro sobre una plataforma interpretando la canción mientras era acompañado en el escenario por 4 músicos (2 tocando la trompeta y los 2 restantes con el trombón) que realizaron una coreografía mientras tocaban su instrumento. La actuación se apoyó del uso de pirotecnia en el estribillo de la canción y aparecían colgadas del techo dos grandes trompetas apuntando al centro del escenario, donde se encontraría James Newman.
Durante la votación, Reino Unido se colocó en 26° lugar en la votación del jurado profesional sin puntos. Posteriormente se reveló su puntuación en la votación del televoto: 0 puntos, empatado con Alemania, España y Países Bajos, cuádruple empate en el último lugar que era algo inédito en el festival desde la instauración de la votación del público. Con 0 puntos, Reino Unido finalizó en última (26.ª) posición, siendo el peor resultado histórico para el país, igualando lo sucedido en 2003 y «Embers» se convirtió en la primera canción en el festival que finalizaba con 0 puntos bajo el nuevo sistema de votación que divide el jurado profesional y el televoto, superando la participación de San Marino en 2017 que obtuvo 1 solo punto en la semifinal 2.

### Votación

#### Puntuación otorgada a Reino Unido

##### Final
| Jurado    | Jurado    | Jurado   | Jurado   | Jurado   |
| 12 puntos | 10 puntos | 8 puntos | 7 puntos | 6 puntos |
| --------- | --------- | -------- | -------- | -------- |
|           |           |          |          |          |
| 5 puntos  | 4 puntos  | 3 puntos | 2 puntos | 1 punto  |
|           |           |          |          |          |
| Televoto  |           |          |          |          |
| 12 puntos | 10 puntos | 8 puntos | 7 puntos | 6 puntos |
|           |           |          |          |          |
| 5 puntos  | 4 puntos  | 3 puntos | 2 puntos | 1 punto  |
|           |           |          |          |          |

#### Puntuación otorgada por Reino Unido
| Puntos    | Jurado     | Televoto   |
| --------- | ---------- | ---------- |
| 12 puntos | Islandia   | Islandia   |
| 10 puntos | Portugal   | Bulgaria   |
| 8 puntos  | Suiza      | Finlandia  |
| 7 puntos  | Bulgaria   | Polonia    |
| 6 puntos  | Finlandia  | Portugal   |
| 5 puntos  | Serbia     | Dinamarca  |
| 4 puntos  | San Marino | Letonia    |
| 3 puntos  | Moldavia   | Suiza      |
| 2 puntos  | Estonia    | San Marino |
| 1 punto   | Albania    | Grecia     |

| Puntos    | Jurado     | Televoto  |
| --------- | ---------- | --------- |
| 12 puntos | Francia    | Lituania  |
| 10 puntos | Islandia   | Islandia  |
| 8 puntos  | Suiza      | Bulgaria  |
| 7 puntos  | Portugal   | Finlandia |
| 6 puntos  | Israel     | Malta     |
| 5 puntos  | Bulgaria   | Francia   |
| 4 puntos  | Finlandia  | Ucrania   |
| 3 puntos  | San Marino | Italia    |
| 2 puntos  | España     | Noruega   |
| 1 punto   | Bélgica    | Suiza     |

##### Desglose
El jurado británico estuvo compuesto por:
- Nicki Chapman
- Tom Aspaul
- Ross Gautreau
- Michelle Gayle
- Aisha Jawando

| Semifinal 2 | Semifinal 2     | Semifinal 2 | Semifinal 2 | Semifinal 2 | Semifinal 2 | Semifinal 2 | Semifinal 2 | Semifinal 2 | Semifinal 2 | Semifinal 2 |
| N.º         | País            | Jurado      | Jurado      | Jurado      | Jurado      | Jurado      | Jurado      | Jurado      | Televoto    | Televoto    |
| N.º         | País            | Jurado A    | Jurado B    | Jurado C    | Jurado D    | Jurado E    | Ranking     | Puntos      | Ranking     | Puntos      |
| ----------- | --------------- | ----------- | ----------- | ----------- | ----------- | ----------- | ----------- | ----------- | ----------- | ----------- |
| 01          | San Marino      | 4           | 7           | 7           | 6           | 6           | 7           | 4           | 9           | 2           |
| 02          | Estonia         | 10          | 16          | 4           | 9           | 13          | 9           | 2           | 14          |             |
| 03          | República Checa | 11          | 11          | 9           | 17          | 10          | 12          |             | 16          |             |
| 04          | Grecia          | 12          | 9           | 13          | 11          | 15          | 13          |             | 10          | 1           |
| 05          | Austria         | 13          | 6           | 10          | 12          | 8           | 11          |             | 15          |             |
| 06          | Polonia         | 7           | 15          | 14          | 13          | 16          | 14          |             | 4           | 7           |
| 07          | Moldavia        | 14          | 1           | 15          | 16          | 11          | 8           | 3           | 11          |             |
| 08          | Islandia        | 3           | 2           | 1           | 1           | 1           | 1           | 12          | 1           | 12          |
| 09          | Serbia          | 6           | 5           | 8           | 3           | 5           | 6           | 5           | 12          |             |
| 10          | Georgia         | 15          | 17          | 11          | 15          | 17          | 17          |             | 17          |             |
| 11          | Albania         | 9           | 10          | 12          | 8           | 7           | 10          | 1           | 13          |             |
| 12          | Portugal        | 1           | 8           | 3           | 2           | 2           | 2           | 10          | 5           | 6           |
| 13          | Bulgaria        | 5           | 4           | 5           | 7           | 3           | 4           | 7           | 2           | 10          |
| 14          | Finlandia       | 2           | 12          | 6           | 5           | 4           | 5           | 6           | 3           | 8           |
| 15          | Letonia         | 17          | 13          | 17          | 14          | 12          | 16          |             | 7           | 4           |
| 16          | Suiza           | 8           | 3           | 2           | 4           | 9           | 3           | 8           | 8           | 3           |
| 17          | Dinamarca       | 16          | 14          | 16          | 10          | 14          | 15          |             | 6           | 5           |

| Final | Final        | Final                      | Final                      | Final                      | Final                      | Final                      | Final                      | Final                      | Final                      | Final                      |
| N.º   | País         | Jurado                     | Jurado                     | Jurado                     | Jurado                     | Jurado                     | Jurado                     | Jurado                     | Televoto                   | Televoto                   |
| N.º   | País         | Jurado A                   | Jurado B                   | Jurado C                   | Jurado D                   | Jurado E                   | Ranking                    | Puntos                     | Ranking                    | Puntos                     |
| ----- | ------------ | -------------------------- | -------------------------- | -------------------------- | -------------------------- | -------------------------- | -------------------------- | -------------------------- | -------------------------- | -------------------------- |
| 01    | Chipre       | 15                         | 23                         | 17                         | 14                         | 13                         | 21                         |                            | 13                         |                            |
| 02    | Albania      | 21                         | 15                         | 16                         | 18                         | 19                         | 22                         |                            | 21                         |                            |
| 03    | Israel       | 1                          | 5                          | 11                         | 11                         | 12                         | 5                          | 6                          | 18                         |                            |
| 04    | Bélgica      | 11                         | 6                          | 9                          | 6                          | 22                         | 10                         | 1                          | 25                         |                            |
| 05    | Rusia        | 17                         | 7                          | 13                         | 16                         | 18                         | 15                         |                            | 14                         |                            |
| 06    | Malta        | 12                         | 18                         | 15                         | 10                         | 11                         | 16                         |                            | 5                          | 6                          |
| 07    | Portugal     | 2                          | 19                         | 5                          | 9                          | 3                          | 4                          | 7                          | 11                         |                            |
| 08    | Serbia       | 19                         | 11                         | 18                         | 8                          | 4                          | 12                         |                            | 23                         |                            |
| 09    | Reino Unido  | -------------------------- | -------------------------- | -------------------------- | -------------------------- | -------------------------- | -------------------------- | -------------------------- | -------------------------- | -------------------------- |
| 10    | Grecia       | 18                         | 12                         | 22                         | 12                         | 23                         | 20                         |                            | 16                         |                            |
| 11    | Suiza        | 9                          | 3                          | 1                          | 3                          | 14                         | 3                          | 8                          | 10                         | 1                          |
| 12    | Islandia     | 5                          | 14                         | 2                          | 1                          | 1                          | 2                          | 10                         | 2                          | 10                         |
| 13    | España       | 8                          | 17                         | 12                         | 5                          | 7                          | 9                          | 2                          | 24                         |                            |
| 14    | Moldavia     | 23                         | 2                          | 23                         | 17                         | 21                         | 13                         |                            | 20                         |                            |
| 15    | Alemania     | 16                         | 25                         | 24                         | 23                         | 15                         | 24                         |                            | 15                         |                            |
| 16    | Finlandia    | 3                          | 16                         | 4                          | 13                         | 8                          | 7                          | 4                          | 4                          | 7                          |
| 17    | Bulgaria     | 13                         | 4                          | 6                          | 7                          | 5                          | 6                          | 5                          | 3                          | 8                          |
| 18    | Lituania     | 22                         | 13                         | 21                         | 20                         | 25                         | 23                         |                            | 1                          | 12                         |
| 19    | Ucrania      | 24                         | 8                          | 20                         | 24                         | 20                         | 18                         |                            | 7                          | 4                          |
| 20    | Francia      | 4                          | 1                          | 3                          | 2                          | 2                          | 1                          | 12                         | 6                          | 5                          |
| 21    | Azerbaiyán   | 25                         | 9                          | 19                         | 22                         | 17                         | 19                         |                            | 19                         |                            |
| 22    | Noruega      | 20                         | 22                         | 25                         | 25                         | 16                         | 25                         |                            | 9                          | 2                          |
| 23    | Países Bajos | 6                          | 20                         | 8                          | 21                         | 6                          | 11                         |                            | 22                         |                            |
| 24    | Italia       | 14                         | 24                         | 14                         | 15                         | 9                          | 17                         |                            | 8                          | 3                          |
| 25    | Suecia       | 7                          | 21                         | 7                          | 19                         | 24                         | 14                         |                            | 12                         |                            |
| 26    | San Marino   | 10                         | 10                         | 10                         | 4                          | 10                         | 8                          | 3                          | 17                         |                            |